# ミケル・ハウレギサール
ミケル・ハウレギサール・アルボニガ（Mikel Jauregizar Alboniga , 2003年11月13日 - ）は、スペイン・バスク州ビスカヤ県ベルメオ出身のサッカー選手。ラ・リーガ・アスレティック・ビルバオ所属。ポジションはMF。

## クラブ経歴

### アスレティック・ビルバオ
地元チームのベルメオFTを経て、2021年4月にアスレティック・ビルバオのカンテラに入団。2022年に傘下のCDバスコニアに昇格すると、翌年にビルバオ・アスレティックに昇格し、同年10月にはトップチーム昇格が決まり、2028年までの契約を締結。12月8日のコパ・デル・レイのCDカヨン戦で後半途中から起用され、トップチームデビュー。2024年4月には通算24度目のコパ・デル・レイ優勝を経験。2024-25シーズン開幕前には、次世代のアスレティック・ビルバオの中心選手の一人として注目される。9月29日のセビージャFC戦では、前半36分にプロ初ゴールを決めた。